# Семёнов, Иван Петрович (Георгиевский кавалер)
Семёнов Иван Петрович (1879—после 1942) — офицер Российского императорского флота, участник Русско-японской войны, младший штурманский офицер и субалтерн-офицер десантной роты броненосца «Пересвет», Георгиевский кавалер. Участник Первой мировой войны, капитан 2 ранга.

## Биография
Семёнов Иван Петрович родился 25 июня 1879 года.
В службе с 1903 года. Служил младшим штурманским офицером броненосца «Пересвет». С апреля 1904 года находился при дальномерах. В августе 1904 года корректировал стрельбу судов эскадры на Большом Орлином гнезде в Порт-Артуре, после гибели 6 августа командира десантной батареи морских орудий мичмана П. А. Вильгельмса 2-го, вступил в командование батареей. В ноябре-декабре 1904 года был субалтерн-офицером десантной роты броненосца «Пересвет». 26 ноября 1904 года при защите Куропаткинского люнета командовал тремя взводами роты десанта. При отражении штурма на форт № 2 в Порт-Артуре 17-18 декабря 1904 года командовал взводом, был контужен. 8 мая 1905 года произведён из зауряд-прапорщиков в прапорщики по морской части. 18 сентября 1905 года за мужество и самоотверженность во время осады крепости Порт-Артур награждён орденом Святого Станислава 3-й степени с мечами и бантом, 19 декабря — орденом Святой Анны 3-й степени с мечами и бантом. В 1906 году награждён знаком отличия Военного ордена.
С 13 марта 1906 года находился в Сибирском флотском экипаже без должности. В 1907 году произведён в подпоручики. В 1912 году произведён в штабс-капитаны за отличие и 11 мая того же года награждён орденом Святого Георгия 4-й степени. 9 ноября 1912 года переведён во флот лейтенантом.
В годы Первой мировой войны служил на Черноморском флоте. 9 ноября 1915 года за отлично-ревностную службу и особые труды, вызванные обстоятельствами войны произведён в капитаны 2 ранга.
После Октябрьской революции остался в России. На 1928 год работал в «Севзапгосречпароходстве». В 1930-х годах работал в Главном управлении морского судостроения в Ленинграде. В годы Великой Отечественной войны работал заместителем главного диспетчера по несамоходному флоту Северо-Западного речного пароходства. В апреле 1942 года по его предложению в устье притока реки Сясь на целлюлозном комбинате были построены озёрные баржи для доставки грузов по Ладоге в осажденный Ленинград. Своими силами речники за короткое время на необорудованном берегу построили 31 деревянную баржу. Эти баржи перевозили за один рейс более 12000 тонн продовольствия.
Семёнов Иван Петрович на 1916 год был женат и имел сына.

## Награды
Капитан 2 ранга Иван Петрович Семёнов был награждён орденами и медалями Российской империи:
- орден Святого Станислава 3-й степени с мечами и бантом (18 сентября 1905);
- орден Святой Анны 3-й степени с мечами и бантом (19 декабря 1905);
- орден Святого Владимира 4-й степени с мечами и бантом (19 марта 1907);
- орден Святого Георгия 4-й степени (11 мая 1912);
- орден Святого Станислава 2-й степени (1914);
- орден Святой Анны 2-й степени (29 февраля 1916);
- знак отличия Военного ордена 4 степени (1906);
- тёмно-бронзовая медаль «За труды по первой всеобщей переписи населения» (1897);
- светло-бронзовая медаль «За поход в Китай» (1902);
- серебряная медаль «В память русско-японской войны» с бантом (1906);
- светло-бронзовая медаль «В память 300-летия царствования дома Романовых» (1913);
- Серебряный офицерский крест «За Порт-Артур» (1914);
- светло-бронзовая медаль «В память 200-летия морского сражения при Гангуте» (1915).

Иностранные:
- Орден Белого Орла 4-й степени, рыцарь (Сербия, 1915)